# Eurinosaure
L'eurinosaure (Eurhinosaurus) és un gènere extint d'ictiosaure del Juràssic Primerenc (Sinemurià a Toarciano) d'Europa, descobert a Anglaterra i Alemanya, el Benelux, França i Suïssa). Era un animal gros, sobrepassant els 6 metres de llargada.
L'eurhinosaurus va seguir la morfologia del cos normal, amb un cos fusiforme semblant a un peix que inclou una aleta dorsal ben desenvolupada, una aleta caudal hipocercal, aletes pectorals i pèlviques aparellades i uns ulls notablement grans. Com altres ictiosaures, Eurhinosaurus no tenia brànquies i utilitzava pulmons per respirar. L'eurhinosaurus tenia una característica diferent d'altres ictiosaures: la mandíbula superior era el doble de llarga que la inferior i coberta de dents cap amunt i cap avall.